# 장 샬그랭

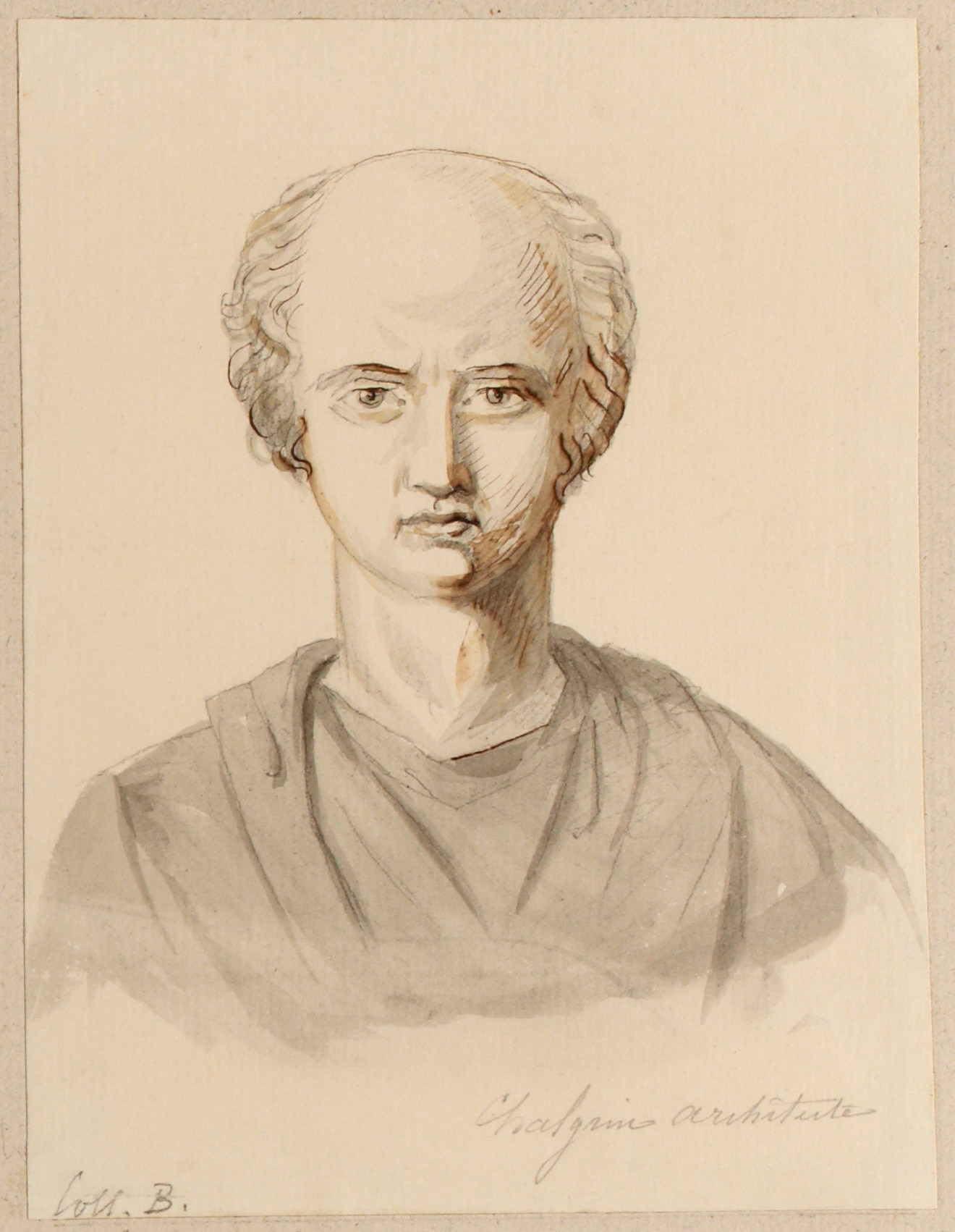

장프랑수아테레즈 샬그랭 (Jean-François-Thérèse Chalgrin, 1739년 ~ 1811년)는 프랑스의 건축가. 세르반도니, 볼레에게 건축술을 배웠고, 1758년 로마 대상을 받았다. 그리스 건축을 본뜬 새로운 고전 양식의 최초 작품으로 큰 영향을 끼쳤다. 루르 성당을 비롯하여 파리, 베르사유 등지에 많은 건축물을 세웠다. 또 유명한 파리의 개선문을 설계하였으나, 완성되기 전에 죽었다.

## 참고 자료
- 이 문서에는 다음커뮤니케이션(현 카카오)에서 GFDL 또는 CC-SA 라이선스로 배포한 글로벌 세계대백과사전의 내용을 기초로 작성된 글이 포함되어 있습니다.